# アレックス・スアレス
ホセ・アレハンドロ・"アレックス"・スアレス・スアレス（José Alexander "Álex" Suárez Suárez、1993年3月18日 - ）は、スペイン・カナリア諸島州カンデラリア出身のサッカー選手。UDラス・パルマス所属。ポジションはDF。

## クラブ経歴
カナリア諸島のカンデラリアに生まれ、UDラス・パルマスのカンテラで育成された。しかし、トップチーム昇格を果たせないままアマチュアクラブへ活躍の場を移し、そこでのプレーが認められて2016年9月1日、3年ぶりに古巣UDラス・パルマスへ復帰し、Bチームへ登録された。
2019-20シーズン開幕前にBチームからトップチームへと正式に昇格し、2019年9月27日、セグンダ・ディビシオンのアルバセテ・バロンピエ戦にて、26歳ながらラス・パルマスでのトップチームデビューを果たした。